# Psammouthis
Psammouthis est le nom grec de Pachéryenmout, deuxième pharaon de la XXIXe dynastie qui règne de -393 à -392.

## Règne
À la mort du pharaon Néphéritès Ier (XXIXe dynastie), deux factions rivales demandent le pouvoir : l'une défendant son fils, Mouthis, l'autre défendant Psammouthis.
Vainqueur, ce dernier finit par monter sur le trône et devenir roi. Il s'agit donc d'un usurpateur de trône. Il ne règne qu'une année. De rares objets ou monuments à son nom attestent qu'il exerça son pouvoir de Mendès dans le delta où des éléments à son nom ont été retrouvés à Thèbes en Haute-Égypte où son cartouche a été identifié dans le monument bâti au sud du lac sacré de Karnak.
Il est chassé du trône par Achôris, qui se prétend petit-fils de Néphéritès Ier.